# Нигматулин, Ерлан Зайруллаевич
Ерлан Зайруллаевич Нигматулин (каз. Нығматулин Ерлан Зайроллаұлы род. 31 августа 1962; Караганда, Казахская ССР, СССР) — казахстанский политический и общественный деятель, кандидат экономических наук (1999). Акционер компании ТОО "YDD Corporation", ТОО "AsiaFerroAlloys", АО "Каражыра", ТОО "Kaz Silicon", ТОО "EkibastuzFerroAlloys".

## Биография
Ерлан Зайруллаевич Нигматулин Родился 31 августа 1962 года в городе Караганда. 
По национальности - казах.
В 1983 году окончил Карагандинский кооперативный институт по специальности бухгалтерский учет и анализ хозяйственной деятельности.
В 1999 году Институт экономики Министерства науки и высшего образования Республики Казахстан, удостоен ученой степени Кандидата экономических наук, тема диссертации: «Приоритеты инвестиционной политики Казахстана в условиях глобализации и кризисности мировой экономики».
В 2000 году окончил Современный Гуманитарный Университет г. Москва, присвоена степень Бакалавр юриспруденции.

## Трудовая деятельность
С 1983 по 1984 годы — Ревизор управления торговли Джезказганского облисполкома.
С 1984 по 1991 годы — Заместитель директора, директор Джезказганского треста столовых и ресторанов, директор торгово-закупочной базы областного управления торговли.
С 1991 по 1993 годы — Начальник отдела рабочего снабжения НПО «Джезказганцветмет», директор Балхашского горторга.
С 1993 по 1995 годы — Директор торгового дома «Ер-Канат».
С 1995 по 1999 годы — Генеральный директор ТОО «Импульс».

## Выборные должности, депутатство
С 1999 по 2012 годы — Депутат Мажилиса Парламента Республики Казахстан ІІ, ІІІ и IV созывов, Председатель Комитета по вопросам экологии и природопользованию, член депутатской группы по народонаселению и развитию «Отбасы», член депутатской группы «Ауыл» (с 2004 по 2007 годы), Председатель Комитета по вопросам экологии и природопользованию (с 2007 по 2011 годы).
С 2012 по 2015 годы — Депутат Сенат Парламента Республики Казахстан, Член Комитета по аграрным вопросам, природопользованию и развитию сельских территорий.

## Прочие должности
- Член Общественного Совета по контролю за деятельностью полиции при Министре внутренних дел Республики Казахстан.
- Член Межпарламентской ассамблеи Содружества Независимых Государств.
- Член группы по сотрудничеству с Конгрессом Соединенных Штатов Америки.
- Член группы сотрудничества с Милли Меджилисом (Национальным Собранием) Азербайджанской Республики и др.

## Награды и звания
- Медаль «Шапагат» (2001)[1]
- Орден Курмет (2006)[2]
- Орден «Содружество» (МПА СНГ, 2008)
- Орден Парасат (2013)[3]
- Орден «Барыс» 3 степени (Указом президента РК от 2 декабря 2021 года);[4]
- Почётный гражданин Актогайского района и города Приозерск Карагандинской области и др.
- Почётная грамота Государственной Думы РФ за большой вклад в развитие парламентаризма и укрепление межпарламентских связей (2011).
- Награждён правительственными и юбилейными государственными медалями Республики Казахстан.
- Медаль «МПА СНГ. 25 лет» (Межпарламентская ассамблея СНГ, 27 марта 2017) — за заслуги в деле развития и укрепления парламентаризма, за вклад в развитие и совершенствование правовых основ функционирования Содружества Независимых Государств, укрепление международных связей и межпарламентского сотрудничества[5].

## Рейдерство
Вместо с двумя братьями обвиняется в рейдерстве многих предпринимателей Караганлдиснкой области.

## Семья
- Отец: Зайрулла Нигматулин (1919—2013) — Ветеран Великой Отечественной войны и труда, Почетный гражданин города Караганды.
- Мать: Зейнеп Кариева (1920—2018).
- Женат: жена — Серикбаева Бакыт Каирбековна (1962 г.р.).
- Дети: дочери — Малика (1983 г.р.), Мадина (1984 г.р.), Карима (1995 г.р.).
- Брат-близнец Нурлан Нигматулин (1962 г.р.) — Председатель Мажилиса Парламента Республики Казахстан (2016–2022).